# 艾斯尤特
27°11′N 31°10′E / 27.183°N 31.167°E
艾斯尤特是现代阿拉伯埃及共和国艾斯尤特省的省会，古埃及时代的艾斯尤特古城位于27°10′00″N 31°08′00″E / 27.16667°N 31.13333°E，而如今的艾斯尤特城则位于27°11′00″N 31°10′00″E / 27.18333°N 31.16667°E。艾斯尤特的科普特基督徒的比例非常高。

## 交通
- 艾斯尤特国际机场

## 姐妹城市
- 罗马尼亚 雅西